# Lista de episódios de Kekkaishi
Esta é uma lista dos episódios do anime Kekkaishi:
| #  | Título | Estreia                 |
| -- | --- | ----------------------- |
| 1  | "Ferida no braço direito" "Migi Ude no Kizu (右腕の傷)"                                                          | 16 de outubro de 2006   |
| 2  | "Yoshimori e Tokine" "Yoshimori to Tokine (良守と時音)"                                                          | 16 de outubro de 2006   |
| 3  | "A bela domadora de dêmonios" "Utsukushiki Onitsukai (美しき鬼使い)"                                             | 23 de outubro de 2006   |
| 4  | "A coisa importante para uma garota" "Kanojo no Daijinamono (彼女の大事なもの)"                                  | 30 de outubro de 2006   |
| 5  | "O doce espírito humano" "Okashi na Ningen Rei (お菓子な人間霊)"                                                 | 6 de novembro de 2006   |
| 6  | "Flores de cerejeiras na noite de Karasumori" "Karasumori no Yoizakura (烏森の宵桜)"                             | 13 de novembro de 2006  |
| 7  | "O melhor bolo!" "Saikō no Kēki! (最高のケーキ！)"                                                               | 20 de novembro de 2006  |
| 8  | "O dia-a-dia de Yoshimori" "Yoshimori na Hibi (良守な日々)"                                                      | 27 de novembro de 2006  |
| 9  | "O professor colegial perigoso" "Kiken na Kōkō Kyōshi (危険な高校教師)"                                          | 4 de dezembro de 2006   |
| 10 | "Batalha de chocolate de Shikigami" "Shikigami Choko Batoru (式神チョコバトル)"                                  | 15 de janeiro de 2007   |
| 11 | "Kouya e Madarao" "Kōuya to Madarao (鋼夜と斑尾)"                                                                | 22 de janeiro de 2007   |
| 12 | "Selamento do cão demoníaco Madarao" "Yōken Madarao Fūin (妖犬斑尾封印)"                                         | 29 de janeiro de 2007   |
| 13 | "Aparece Masamori, capitão de Yagyou" "Yagyō no Tōryō, Masamori Tōjō (夜行の頭領正守登場)"                       | 5 de fevereiro de 2007  |
| 14 | "O truque de Masamori" "Masamori no Takurami (正守のたくらみ)"                                                   | 12 de fevereiro de 2007 |
| 15 | "A ambição de Yoshimori" "Yoshimori no Yabō (良守の野望)"                                                        | 19 de fevereiro de 2007 |
| 16 | "Uro-sama do pântano incolor" "Mushikinuma no Uro-sama (無色沼のウロ様)"                                         | 26 de fevereiro de 2007 |
| 17 | "Esse é a região divina" "Sore wa Kami no Ryōiki (それは神の領域)"                                               | 5 de maio de 2007       |
| 18 | "O dia-a-dia do jovem Toshimori" "Suekko Toshimori no Hibi (末っ子利守の日々)"                                   | 12 de maio de 2007      |
| 19 | "Os invasores de penas branca" "Shiroki Hane no Shūgekisha (白き羽の襲撃者)"                                     | 16 de abril de 2007     |
| 20 | "O espião misterioso" "Bukimi na Kanshisha (不気味な監視者)"                                                     | 23 de abril de 2007     |
| 21 | "Gen Shishio o estudante sem coração que foi transferido" "Hijō na Tenkōsei, Shishio Gen (非情な転校生志々尾限)" | 7 de março de 2007      |
| 22 | "O mensageiro da organização sombria" "Urakai kara no Shisha (裏会からの使者)"                                   | 14 de março de 2007     |
| 23 | "Em busca do herdeiro legítimo" "Nerawareta Seitō Keishōsha (狙われた正統継承者)"                                | 21 de março de 2007     |
| 24 | "Gen e o ataque de amor" "Gen to Koi no Atakku (限と恋のアタック)"                                               | 4 de junho de 2007      |
| 25 | "Tokine e um cara bonito" "Tokine ni Ikemen (時音にイケメン)"                                                    | 18 de junho de 2007     |
| 26 | "Há noite sem Yoshimori" "Yoshimori ga Inai Yoru (良守がいない夜)"                                               | 25 de junho de 2007     |
| 27 | "A reunião dos doze líderes supremos" "Saikō Kanbu Jūnininkai (最高幹部十二人会)"                                | 2 de julho de 2007      |
| 28 | "Declaração de guerra de Kokuboro" "Kokubōrō no Sensenfukoku (黒芒楼の宣戦布告)"                                 | 9 de julho de 2007      |
| 29 | "O quadrado mágico que sela poderes espirituais" "Juryoku Fūji no Mahōjin (呪力封じの魔方陣)"                    | 23 de julho de 2007     |
| 30 | "A pessoa certa para Karasumori" "Karasumori no Tekininsha (烏森の適任者)"                                       | 30 de julho de 2007     |
| 31 | "O passado impresionante de Shisio" "Shishio Odoroki no Keireki (志々尾驚きの経歴)"                              | 6 de agosto de 2007     |
| 32 | "A prova intensa de Atora" "Kyōretsu na Atora no Shiren (強烈な亜十羅の試練)"                                    | 13 de agosto de 2007    |
| 33 | "Depressa, o velho Shige corre realmente" "Isoge Shige-jii Honki-bashiri (急げ繁じい本気走り)"                   | 20 de agosto de 2007    |
| 34 | "A voz do ovo, o convite das trevas" "Tamago kara Koe Yami no Izanai (卵から声 闇の誘い)"                        | 27 de agosto de 2007    |
| 35 | "Kokuburo se aproxima" "迫り来る黒芒楼 (Semari Kuru Kokubōrō)"                                                   | 3 de setembro de 2007   |
| 36 | "Karasumori em chamas" "Karasumori Enjō (烏森炎上 )"                                                             | 10 de setembro de 2007  |
| 37 | "A última batalha de Gen Shishio" "Shishio Gen Saigo no Tatakai (志々尾限最期の戦い)"                            | 10 de setembro de 2007  |
| 38 | "O réquiem de cada um" "Sorezore no Chinkon (それぞれの鎮魂)"                                                    | 15 de outubro de 2007   |
| 39 | "O mistério de Karasumori" "Karasumori no Nazo(烏森の謎)"                                                        | 22 de outubro de 2007   |
| 40 | "O caminho para Kurosuki" "Kurosusuki e no Michi (黒芒への道)"                                                   | 29 de outubro de 2007   |
| 41 | "Dias de treinamento intensivo" "Tokkun no Hibi (特訓の日々)"                                                    | 5 de novembro de 2007   |
| 42 | "Pessoas à noite" "Yagyō no Menmen (夜行の面々)"                                                                 | 12 de novembro de 2007  |
| 43 | "A volta das nuvens escuras" "An'un no Sairai (暗雲の再来)"                                                      | 19 de novembro de 2007  |
| 44 | "A batalha de Karasumori" "Karasumori no Gekisen (烏森の激戦)"                                                   | 26 de novembro de 2007  |
| 45 | "O sacríficio humano de Kokuburo" "Kokubōrō no Hitobashira (黒芒楼の人柱)"                                       | 3 de dezembro de 2007   |
| 46 | "O labirinto de outro mundo" "Ikai no Meiro (異界の迷路)"                                                        | 10 de dezembro de 2007  |
| 47 | "Resolução do destino" "Innen no Ketchaku (因縁の決着)"                                                          | 17 de dezembro de 2007  |
| 48 | "O desmoronamento do castelo" "Kuzureyuku Jōkaku (崩れゆく城郭)"                                                 | 24 de dezembro de 2007  |
| 49 | "A flor da tristeza" "Kanashiki Yōka (哀しき妖花)"                                                               | 14 de janeiro de 2008   |
| 50 | "A batalha final" "Saishū Kessen (最終決戦)"                                                                     | 21 de janeiro de 2008   |
| 51 | "Yoshimori e Kaguro" "Yoshimori to Kaguro (良守と火黒)"                                                          | 28 de janeiro de 2008   |
| 52 | "O fim de Kokuboro" "Kokubōrō no Shūen (黒芒楼の終焉)"                                                           | 11 de fevereiro de 2008 |